# پولین فران-پروو
پولین فران-پروو (انگلیسی: Pauline Ferrand-Prévot؛ زادهٔ ۱۰ فوریهٔ ۱۹۹۲) دوچرخه‌سوار زن کوهستان و جاده اهل فرانسه است.
از باشگاه‌هایی که در آن بازی کرده است می‌توان به تیم اسکای اشاره کرد.
وی در مسابقات کشوری و بین‌المللی در مجموع برندهٔ ۲۱ مدال طلا، ۵ مدال نقره، ۴ مدال برنز شده است.